# ای۸ان دایو
ای۸ان دایو (به انگلیسی: Nakajima_E8N) یک هواگرد از نوع ضد کشتی عملیات شناسایی هواپیمای آب‌نشین ساخت شرکت شرکت هواپیمای ناکاجیما است. هواگرد ای۸ان دایو نخستین پروازش را در مارس ۱۹۳۴ میلادی انجام داد. این هواگرد در سال ۱۹۳۵ میلادی رسماً معرفی گردید و در سال‌های 1935-1940 تولید شده‌است. در مجموع، تعداد ۷۵۵ فروند از این هواگرد ساخته شده‌است.